# Omphalea oppositifolia
Omphalea oppositifolia là một loài thực vật có hoa trong họ Đại kích. Loài này được (Willd.) L.J.Gillespie mô tả khoa học đầu tiên năm 1997.